# Partido da Liberdade da Coreia
O Partido Coreia Liberdade (LKP; coreano: 자유한국당; transl. Jayuhankuk-dang), chamado entre 1997 a 2012 de Grande Partido Nacional (GNP; coreano: 한나라당; transl. Hannara-dang), e entre 2012 a 2017 como Partido Saenuri (coreano: 새누리당; transl.Saenuridang), foi um partido político da Coreia do Sul que encontrava-se na direita do espectro político. Foi o partido dos ex-presidentes Lee Myung-bak e Park Geun-hye.
Em 13 de fevereiro de 2017, o Partido Saenuri mudou seu nome para Partido Coreia Liberdade, como uma forma de tomar distância do escândalo de corrupção no governo de Park Geun-hye, que posteriormente a levou para um processo de impeachment. Com a subsequente aprovação do impeachment, o partido se torna a principal oposição ao governo. Em 13 de fevereiro de 2020, se fundiu com o Novo Partido Conservador e o Adiante para o Futuro 4.0, formando o Partido do Futuro Unido, mais tarde nomeado para Partido do Poder Popular, partido do ex-presidente Yoon Suk-yeol (2022-2025).